# Carta del Partito del Lavoro di Corea
La Carta del Partito del Lavoro di Corea (조선로동당규약?, 朝鮮勞動黨規約?, Joseon rodongdang gyuyakLR, Chosŏn rodongdang kyuyakMR ) è lo statuto del Partito del Lavoro di Corea e ne definisce l'organizzazione, il compito e la metodologia.

## Storia
La prima Carta fu adottata il 30 agosto 1946 nel I Congresso del Partito del Lavoro di Corea. Fu modificata dal II Congresso il 30 marzo 1948 e dal III Congresso, con ampie revisioni nell'aprile 1956. Il IV Congresso emendò la carta il 18 settembre 1961, il V Congresso il 13 novembre 1970 e il VI Congresso il 10 ottobre 1980.
Nessun plenum del Comitato centrale è stato convocato tra il 1993 e il 2010, anche se la Carta ne prevedeva uno almeno ogni sei mesi. Di conseguenza, la composizione del CC rimase a lungo invariata. In violazione della Carta, Kim Jong-il è stato nominato Segretario Generale del WPK nel 1994 in un annuncio congiunto del VI Comitato Centrale e della CMC, piuttosto che eletto da un plenum del Comitato Centrale.
Il 26 giugno 2010 il Politburo annunciò la convocazione di delegati per la III conferenza del partito, con la necessità di "riflettere le richieste dello sviluppo rivoluzionario del partito, che sta affrontando cambiamenti critici nello sviluppo della nazione potente e prospera e del Juche." La Conferenza si è riunita il 28 settembre 2010, rivedendo la Carta del Partito ed eleggendo (e revocando) i membri del Comitato centrale, il Segretariato, il Politburo, il Presidium e altri organi. L'obiettivo finale del PLC fu cambiato dalla "realizzazione di una società comunista" (sebbene il principio rivoluzionario del marxismo-leninismo fosse ancora menzionato) a quello di "incarnare la causa rivoluzionaria della Juche nell'intera società". Al Comitato centrale fu data la possibilità di convocare arbitrariamente un congresso con un preavviso di sei mesi, e il Segretario generale divenne anche capo della Commissione militare centrale. Furono aggiunti inoltre due nuovi capitoli: "Il partito e il potere popolare" e "Il Simbolo e la bandiera del Partito".
La IV Conferenza del partito del 2012 pose il kimilsunghismo-kimjonghilismo come "l'unica idea alla guida del partito" e furono eliminati i riferimenti al marxismo-leninismo.
Durante il VII Congresso del Partito, il 9 maggio 2016 la carta è stata modificata "come richiesto dalla realtà in via di sviluppo". Alla Carta è stata aggiunta la politica di perseguire sia la crescita economica che la capacità di armi nucleari. Il Segretariato è stato nominato Ufficio politico esecutivo del Partito del Lavoro Corea e il primo segretario del partito divenne presidente del Partito.

## Contenuto
La Carta definisce il Partito del Lavoro di Corea come un "partito rivoluzionario della classe operaia" che "rappresenta gli interessi della nazione e del popolo coreano", e il suo compito immediato è quello di "raggiungere una perfetta vittoria del socialismo nella parte settentrionale e completare i compiti rivoluzionari per l'ottenimento della liberazione nazionale e della democrazia popolare in tutto il paese". Questo compito deve essere raggiunto eseguendo la rivoluzione e le attività di costruzione del socialismo sotto la sola guida esclusiva del leader, applicando la sua ideologia rivoluzionaria come linea guida. La Carta stabilisce che il Partito guida tutti gli organi statali e sociali della Corea del Nord.
La Carta stabilisce il centralismo democratico come modello organizzativo. Il Congresso è l'organo supremo del partito e quando non è in sessione, il partito è diretto dal Comitato Centrale. Secondo la Carta, il Comitato centrale viene eletto dai deputati del Congresso ed elegge il presidente del partito, i membri del Politburo, il suo Presidium, l'Ufficio politico esecutivo e i membri della Commissione di controllo e della Commissione militare centrale (CMC). Il Comitato centrale non è un organo permanente e deve riunirsi almeno una volta ogni sei mesi.
La Carta può essere modificata da un Congresso o da una Conferenza del partito.
Secondo l'articolo 27 della Carta, la CMC è il più alto organo del Partito in ambito militare e gestisce l'Armata Popolare Coreana e le politiche di difesa, nonostante sia de facto surclassata dalla Commissione per gli Affari di Stato.
L'articolo 28 istituisce la Commissione di controllo per indagare le sospette violazioni della Carta da parte dei membri del partito.